# Шорин, Василий Иванович
Васи́лий Ива́нович Шо́рин (26 декабря 1870 [7 января 1871], Калязин — 29 июня 1938, Ленинград) — советский военачальник, командовал армиями и фронтами Красной Армии во время Гражданской войны. Георгиевский кавалер в период Первой мировой войны.

## Биография
Из мещан, сын ремесленника, уроженец г. Калязин, Тверской губернии. Общее образование получил в 3-й Казанской гимназии. Окончил Казанское пехотное юнкерское училище (1892) и Офицерскую стрелковую школу. В русско-японскую войну 1904—1905 годов командовал ротой, в 1-ю мировую войну — батальоном. В июне 1915 года подполковник 333-го пехотного Глазовского полка, к июню 1916 года — полковник в том же полку (старшинство с 26.10.1915).
После октябрьской революции перешёл на сторону советской власти. Был выбран солдатами начальником 26-й пехотной дивизии. В сентябре 1918 в Вятке добровольно вступил в Красную армию и был назначен командующим 2-й армией Восточного фронта. Шорин провёл большую работу по реорганизации армии и руководил её действиями в Ижевско-Воткинской операции 1918 года и во время весеннего наступления войск адмирала Колчака 1919 года. С мая 1919 командующий Северной группой Восточного фронта, руководил проведением Пермской и Екатеринбургской операций.
С конца июля 1919 года командовал Особой группой Южного фронта (9-я, 10-я, а позже и 11-я армии), преобразованной в сентябре 1919 в Юго-Восточный фронт. В реввоенсовет фронта входили С. И. Гусев, И. Т. Смилга и В. А. Трифонов. Войска фронта успешно действовали во время контрнаступления против войск генерала Деникина в конце 1919 года. В январе 1920 года командовал Кавказским фронтом.
В 1920 году член Сибирского революционного комитета.
С мая 1920 по январь 1921 года являлся помощником Главкома Вооружёнными силами Республики по Сибири, руководил подавлением антикоммунистических восстаний (Рогова в Причумышье 1920; Народной повстанческой армии на Степном Алтае 1920; Западно-Сибирское восстание 1921) и борьбой с войсками барона Унгерн фон Штернберга.
С января 1922 года командовал войсками Туркестанского фронта, возглавлял борьбу с басмачами, в частности, в ноябре 1922 года при ликвидации басмаческих банд Энвер-паши.
В 1923—1925 годах — заместитель командующего войсками Ленинградского военного округа. В 1925 году уволен по возрасту в запас, при этом приказом Реввоенсовета Союза ССР от 24 февраля 1925 года, «отмечая колоссальные труды, понесенные товарищем Шориным с первых же дней Октябрьской революции по созданию Рабоче-Крестьянской Красной Армии, талантливое руководство значительными воинскими соединениями за весь период гражданской войны и личный героизм» был пожизненно оставлен в списках РККА.
Руководил работой Осоавиахима в Ленинграде.

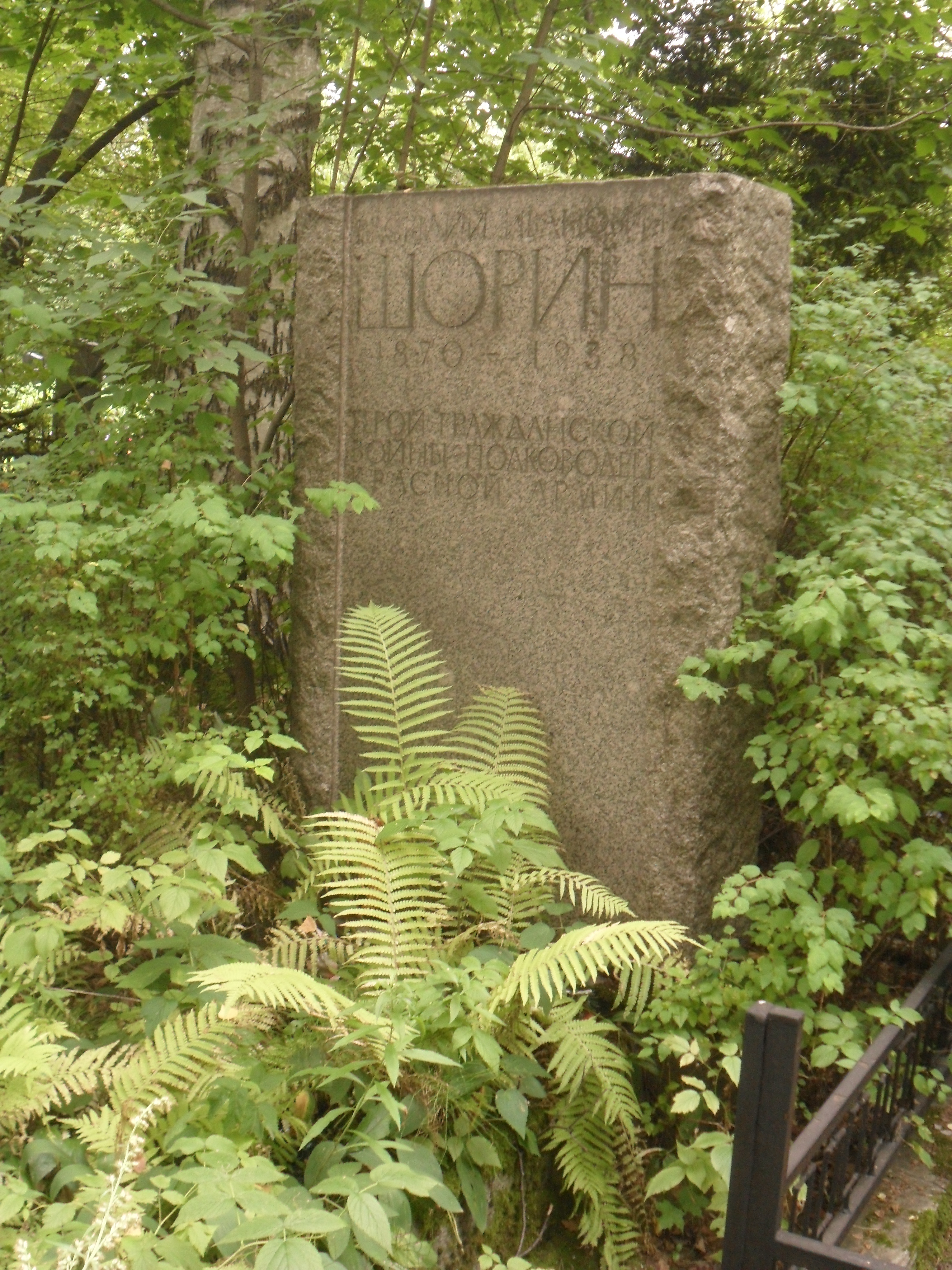
Могила Шорина на Богословском кладбище Санкт-Петербурга.

Репрессирован в 1938 году. По одним данным, расстрелян, по другим данным, умер в тюрьме до суда. Его могила находится на Богословском кладбище в Санкт-Петербурге.

## Интересные факты
В ноябре 1919 года командующим Юго-Восточным фронтом Красной армии В. И. Шориным был издан приказ № 213, в котором утверждался отличительный нарукавный знак калмыцких формирований с использованием свастики. Свастика в приказе обозначается словом «люнгтн», то есть буддийская «Лунгта», означающая — «вихрь», «жизненную энергию».

## Награды
- Орден Святого Станислава 2-й степени (1911)
- Орден Святой Анны 2-й степени (1912)
- Георгиевское оружие (ВП 10.06.1915) «За то, что в бою 25 февраля 1915 г. при д. Глембокий-Брод, будучи начальником левого боевого участка полка, под губительным пулемётным и ружейным огнём германцев, подошедших на 200—300 шагов, примером отличной храбрости и умелым воздействием на окружающих прекратил начавшийся отход цепей и, несмотря на обход правого фланга противником и пожар деревни, сумел вернуть их обратно.»[11]
- Орден Святого Георгия 4-й степени (ВП 21.08.1915) «За то, что во время упорного боя 17 марта 1915 г. за м. Краснополь, направленный с батальоном в обход левого фланга позиций противника, под сильнейшим ружейным и артиллерийским огнём повёл батальон в атаку, воодушевляя подчинённых личным примером и выведя роты в тыл позиций, обратил противника в бегство, чем решил участь боя, взяв при этом в плен одного офицера и 46 нижних чинов. При дальнейшем развитии боя был тяжело ранен, сдав батальон только по приказанию.»[12]
- Орден Красного Знамени (приказ № 12 от 1919 г. )[13]
- Почётное революционное оружие (приказ № 193 от 1920 г. , «Золотое оружие с Орд. Кр. Знам.»)[14]
- Орден Красного Знамени Хорезмской НСР (30.06.1922).
- Орден Красной Звезды Бухарской НСР (17.08.1922)